# Vila Verde (Figueira da Foz)
Vila Verde es una freguesia portuguesa del concelho de Figueira da Foz, con 28,76 km² de superficie y 3.193 habitantes (2001). Su densidad de población es de 111,0 hab/km².